# Ванга-вузькодзьоб східна
Ванга-вузькодзьоб східна (Xenopirostris polleni) — вид горобцеподібних птахів родини вангових (Vangidae).

## Поширення
Ендемік Мадагаскару. Його природними середовищами існування є субтропічні або тропічні вологі низинні ліси та субтропічні або тропічні вологі гірські ліси.

## Опис
Тіло завдовжки 24 см, вагою 61–65 г. Птах з товстим блідим дзьобом, повністю чорною головою. Верхня сторона, включаючи хвіст і ноги, темно-сіра. Груди у самиць рожеві, у самців чорні.

## Спосіб життя
Зазвичай, мешкають парами, інколи невеликими групами. Полюють на комах та дрібних хребетних серед чагарників або шукають їх у корі старих дерев. Моногамний птах. Розмножується в період з вересня по грудень. Моногамні птахи. Обидва партнери разом будують гніздо та піклуються про пташенят.